# Crypsiphona
Crypsiphona is een geslacht van vlinders van de familie spanners (Geometridae), uit de onderfamilie Geometrinae.

## Soorten
- C. amaura Meyrick, 1888
- C. eremnopis Turner, 1923
- C. melanosema Meyrick, 1888
- C. ocultaria Donovan, 1805